# Atletismo nos Jogos Olímpicos de Verão de 2012 - Maratona feminina
A competição da maratona feminina nos Jogos Olímpicos de Verão de 2012 aconteceu no dia 5 de agosto no percurso iniciado e finalizado no The Mall.
Tiki Gelana, da Etiópia, conquistou a medalha de ouro com o tempo de 2h23m07s, estabelecendo um novo recorde olímpico.

## Calendário
Horário local (UTC+1).
| Data        | Horário | Fase  |
| ----------- | ------- | ----- |
| 5 de agosto | 11:00   | Final |

## Medalhistas
| Ouro   | ETH Tiki Gelana               |
| Prata  | KEN Priscah Jeptoo            |
| Bronze | RUS Tatyana Petrova Arkhipova |

## Recordes
Antes desta competição, os recordes mundiais e olímpicos da prova eram os seguintes:
| Tipo | Atleta          | Tempo   | Local   | Data                   |
| ---- | --------------- | ------- | ------- | ---------------------- |
|      | Paula Radcliffe | 2:15:25 | Londres | 13 de abril de 2003    |
|      | Naoko Takahashi | 2:23:14 | Sydney  | 24 de setembro de 2000 |

Os seguintes recordes mundiais e/ou olímpicos foram estabelecidos durante esta competição:
| Data        | Evento | Atleta          | Tempo   | Notas            |
| ----------- | ------ | --------------- | ------- | ---------------- |
| 5 de agosto | Final  | ETH Tiki Gelana | 2:23:07 | Recorde olímpico |

## Final

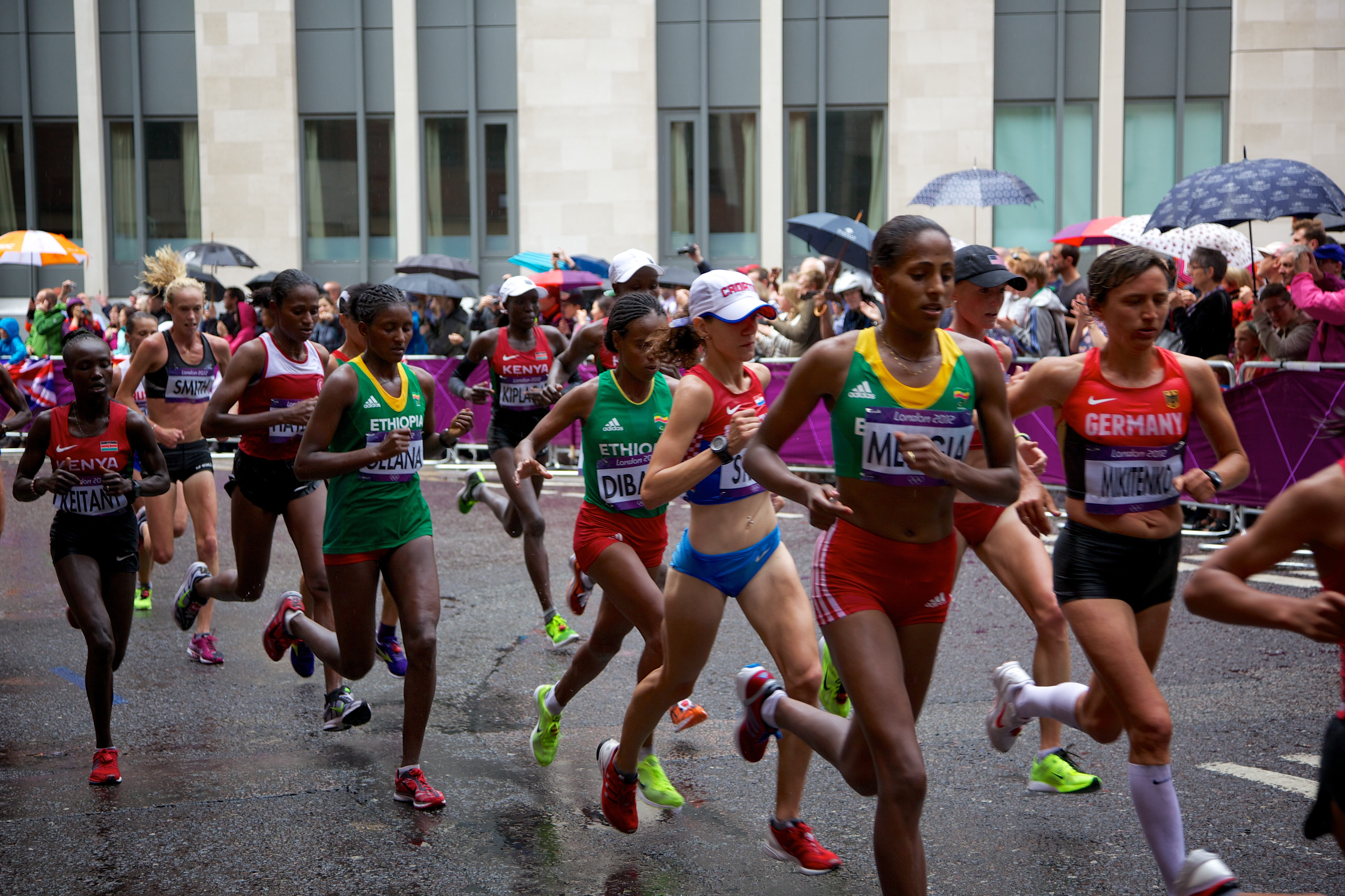
Atletas durante a disputa da maratona.

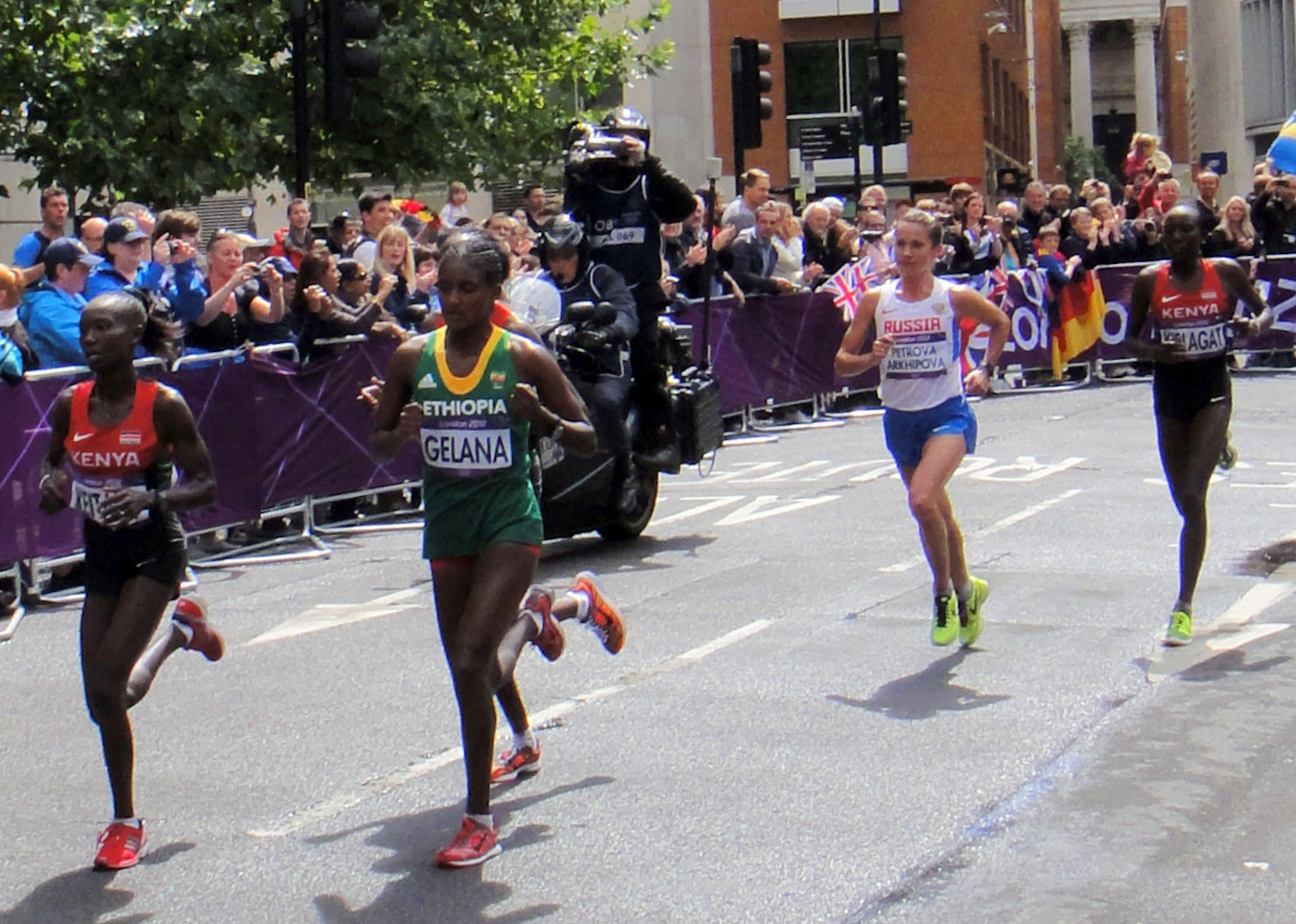
Tiki Gelana (verde) na rota para vencer a prova.

| Pos.              | Nome                         | CON                      | Tempo   | Notas                |
| ----------------- | ---------------------------- | ------------------------ | ------- | -------------------- |
| Medalha de ouro   | Tiki Gelana                  | ETH Etiópia              | 2:23:07 | Recorde olímpico     |
| Medalha de prata  | Priscah Jeptoo               | KEN Quênia               | 2:23:12 |                      |
| Medalha de bronze | Tatyana Petrova Arkhipova    | RUS Rússia               | 2:23:29 | Recorde pessoal      |
| 4                 | Mary Keitany                 | KEN Quênia               | 2:23:56 |                      |
| 5                 | Tetyana Gamera-Shmyrko       | UKR Ucrânia              | 2:24:32 | Recorde nacional     |
| 6                 | Zhu Xiaolin                  | CHN China                | 2:24:48 |                      |
| 7                 | Jéssica Augusto              | POR Portugal             | 2:25:11 |                      |
| 8                 | Valeria Straneo              | ITA Itália               | 2:25:27 |                      |
| 9                 | Albina Mayorova              | RUS Rússia               | 2:25:38 |                      |
| 10                | Shalane Flanagan             | USA Estados Unidos       | 2:25:51 |                      |
| 11                | Kara Goucher                 | USA Estados Unidos       | 2:26:07 |                      |
| 12                | Helalia Johannes             | NAM Namíbia              | 2:26:09 | Recorde nacional     |
| 13                | Marisa Barros                | POR Portugal             | 2:26:13 |                      |
| 14                | Irina Mikitenko              | GER Alemanha             | 2:26:44 |                      |
| 15                | Kimberley Smith              | NZL Nova Zelândia        | 2:26:59 |                      |
| 16                | Ryoko Kizaki                 | JPN Japão                | 2:27:16 |                      |
| 17                | Lisa Jane Weightman          | AUS Austrália            | 2:27:32 | Recorde pessoal      |
| 18                | Isabellah Andersson          | SWE Suécia               | 2:27:36 |                      |
| 19                | Yoshimi Ozaki                | JPN Japão                | 2:27:43 |                      |
| 20                | Edna Kiplagat                | KEN Quênia               | 2:27:52 |                      |
| 21                | Ana Dulce Félix              | POR Portugal             | 2:28:12 |                      |
| 22                | Wang Xueqin                  | CHN China                | 2:28:21 |                      |
| 23                | Mare Dibaba                  | ETH Etiópia              | 2:28:48 |                      |
| 24                | Hilda Kibet                  | NED Países Baixos        | 2:28:52 |                      |
| 25                | Inés Melchor                 | PER Peru                 | 2:28:54 | Recorde nacional     |
| 26                | Alessandra Aguilar           | ESP Espanha              | 2:29:19 |                      |
| 27                | Rasa Drazdauskaitė           | LTU Lituânia             | 2:29:29 | Recorde pessoal      |
| 28                | Diana Lobačevskė             | LTU Lituânia             | 2:29:32 | Recorde pessoal      |
| 29                | Anna Incerti                 | ITA Itália               | 2:29:38 |                      |
| 30                | Rosaria Console              | ITA Itália               | 2:30:09 |                      |
| 31                | Diane Nukuri                 | BDI Burundi              | 2:30:13 | Recorde nacional     |
| 32                | Susanne Hahn                 | GER Alemanha             | 2:30:22 |                      |
| 33                | Nastassia Staravoitava       | BLR Bielorrússia         | 2:30:25 |                      |
| 34                | Sviatlana Kouhan             | BLR Bielorrússia         | 2:30:26 |                      |
| 35                | René Kalmer                  | RSA África do Sul        | 2:30:51 |                      |
| 36                | Karolina Jarzyńska           | POL Polônia              | 2:30:57 |                      |
| 37                | Souad Aït Salem              | ALG Argélia              | 2:31:15 |                      |
| 38                | Beata Naigambo               | NAM Namíbia              | 2:31:16 |                      |
| 39                | Jessica Trengove             | AUS Austrália            | 2:31:17 |                      |
| 40                | Jessica Draskau-Petersson    | DEN Dinamarca            | 2:31:43 | Recorde pessoal      |
| 41                | Chung Yun-Hee                | KOR Coreia do Sul        | 2:31:58 |                      |
| 42                | Aselefech Mergia             | ETH Etiópia              | 2:32:03 |                      |
| 43                | Gladys Tejeda                | PER Peru                 | 2:32:07 | Recorde pessoal      |
| 44                | Freya Murray                 | GBR Grã-Bretanha         | 2:32:14 |                      |
| 45                | Lidia Șimon                  | ROU Romênia              | 2:32:46 | Recorde da temporada |
| 46                | Marisol Romero               | MEX México               | 2:33:08 |                      |
| 47                | Adriana Aparecida da Silva   | BRA Brasil               | 2:33:15 |                      |
| 48                | Olena Burkovska              | UKR Ucrânia              | 2:33:26 |                      |
| 49                | Kim Kum-Ok                   | PRK Coreia do Norte      | 2:33:30 |                      |
| 50                | Karina Pérez                 | MEX México               | 2:33:30 |                      |
| 51                | Erika Abril                  | COL Colômbia             | 2:33:33 | Recorde nacional     |
| 52                | Lisa Stublić                 | CRO Croácia              | 2:34:03 |                      |
| 53                | Maja Neuenschwander          | SUI Suíça                | 2:34:50 |                      |
| 54                | Andrea Mayr                  | AUT Áustria              | 2:34:51 |                      |
| 55                | Wilma Arizapana              | PER Peru                 | 2:35:09 |                      |
| 56                | Jon Kyong-Hui                | PRK Coreia do Norte      | 2:35:17 |                      |
| 57                | Claire Hallissey             | GBR Grã-Bretanha         | 2:35:39 |                      |
| 58                | Wang Jiali                   | CHN China                | 2:35:46 |                      |
| 59                | Rehaset Mehari               | ERI Eritreia             | 2:35:49 |                      |
| 60                | Iuliia Andreeva              | KGZ Quirguistão          | 2:36:01 |                      |
| 61                | María Elena Espeso           | ESP Espanha              | 2:36:12 |                      |
| 62                | Lishan Dula                  | BRN Bahrein              | 2:36:20 |                      |
| 63                | Bahar Doğan                  | TUR Turquia              | 2:36:35 |                      |
| 64                | Érika Olivera                | CHI Chile                | 2:36:41 | Recorde da temporada |
| 65                | Natalia Cerches              | MDA Moldávia             | 2:37:13 | Recorde pessoal      |
| 66                | Linda Byrne                  | IRL Irlanda              | 2:37:13 |                      |
| 67                | Ivana Sekyrová               | CZE República Checa      | 2:37:14 |                      |
| 68                | Ava Hutchinson               | IRL Irlanda              | 2:37:17 |                      |
| 69                | Natalia Romero               | CHI Chile                | 2:37:47 |                      |
| 70                | Dailín Belmonte              | CUB Cuba                 | 2:38:08 | Recorde pessoal      |
| 71                | Ana Subotić                  | SRB Sérvia               | 2:38:22 |                      |
| 72                | Sultan Haydar                | TUR Turquia              | 2:38:26 |                      |
| 73                | Samira Raif                  | MAR Marrocos             | 2:38:31 | Recorde da temporada |
| 74                | Kim Mi-Gyong                 | PRK Coreia do Norte      | 2:38:33 |                      |
| 75                | Remalda Kergytė              | LTU Lituânia             | 2:39:01 |                      |
| 76                | Lim Kyung-Hee                | KOR Coreia do Sul        | 2:39:03 |                      |
| 77                | Slađana Perunović            | MNE Montenegro           | 2:39:07 | Recorde nacional     |
| 78                | Olga Dubovskaya              | BLR Bielorrússia         | 2:39:12 |                      |
| 79                | Risa Shigetomo               | JPN Japão                | 2:40:06 |                      |
| 80                | Amira Ben Amor               | TUN Tunísia              | 2:40:13 | Recorde nacional     |
| 81                | Tanith Maxwell               | RSA África do Sul        | 2:40:27 |                      |
| 82                | María Peralta                | ARG Argentina            | 2:40:50 |                      |
| 83                | Rosa Chacha                  | ECU Equador              | 2:40:57 | Recorde da temporada |
| 84                | Triyaningsih                 | INA Indonésia            | 2:41:15 |                      |
| 85                | Beata Rakonczai              | HUN Hungria              | 2:41:20 |                      |
| 86                | Constantina Diţă             | ROU Romênia              | 2:41:34 |                      |
| 87                | Leena Puotiniemi             | FIN Finlândia            | 2:42:01 |                      |
| 88                | Žana Jereb                   | SLO Eslovênia            | 2:42:50 |                      |
| 89                | Ümmü Kiraz                   | TUR Turquia              | 2:43:07 |                      |
| 90                | Mamorallo Tjoka              | LES Lesoto               | 2:43:15 | Recorde da temporada |
| 91                | Gabriela Traña               | CRC Costa Rica           | 2:43:17 |                      |
| 92                | Zsofia Erdelyi               | HUN Hungria              | 2:44:45 |                      |
| 93                | Jane Suuto                   | UGA Uganda               | 2:44:46 |                      |
| 94                | Yolimar Pineda               | VEN Venezuela            | 2:45:16 |                      |
| 95                | Anikó Kálovics               | HUN Hungria              | 2:45:55 |                      |
| 96                | Kim Seong-Eun                | KOR Coreia do Sul        | 2:46:38 |                      |
| 97                | Vanessa Veiga                | ESP Espanha              | 2:46:53 |                      |
| 98                | Dace Lina                    | LAT Letônia              | 2:47:47 |                      |
| 99                | Katarína Berešová            | SVK Eslováquia           | 2:48:11 |                      |
| 100               | Benita Willis                | AUS Austrália            | 2:49:38 |                      |
| 101               | Claudette Mukasakindi        | RWA Ruanda               | 2:51:07 |                      |
| 102               | Luvsanlkhündegiin Otgonbayar | MGL Mongólia             | 2:52:15 |                      |
| 103               | Evelin Talts                 | EST Estônia              | 2:54:15 |                      |
| 104               | Konstadina Kefala            | GRE Grécia               | 3:01:18 |                      |
| 105               | Ni Lar San                   | MYA Mianmar              | 3:04:27 |                      |
| 106               | Juventina Napoleão           | TLS Timor-Leste          | 3:05:07 | Recorde pessoal      |
| 107               | Caitriona Jennings           | IRL Irlanda              | 3:22:11 |                      |
| —                 | Lucia Kimani                 | BIH Bósnia e Herzegovina | —       | DNF                  |
| —                 | Liliya Shobukhova            | RUS Rússia               | —       | DNF                  |
| —                 | Desiree Davila               | USA Estados Unidos       | —       | DNF                  |
| —                 | Mara Yamauchi                | GBR Grã-Bretanha         | —       | DNF                  |
| —                 | Tetyana Filonyuk             | UKR Ucrânia              | —       | DNF                  |
| —                 | Olivera Jevtić               | SRB Sérvia               | —       | DNF                  |
| —                 | Soumiya Labani               | MAR Marrocos             | —       | DNF                  |
| —                 | Sharon Tavengwa              | ZIM Zimbabwe             | —       | DNF                  |
| —                 | Lornah Kiplagat              | NED Países Baixos        | —       | DNF                  |
| —                 | Yolanda Caballero            | COL Colômbia             | —       | DNF                  |
| —                 | Irvette van Blerk            | RSA África do Sul        | —       | DNF                  |

Legenda
| Recorde mundial      | Recorde mundial (World record)               |                       | Recorde africano                      | Recorde africano (African) |                                           | Q | Classificado por posição (Qualified) |
| Recorde olímpico     | Recorde olímpico (Olympic record)            | Recorde da América    | Recorde da América (Americas)         | q                          | Classificado por melhor tempo (Qualified) |   |                                      |
| Melhor marca do ano  | Melhor marca do ano (World leading)          | Recorde asiático      | Recorde asiático (Asian)              | DNS                        | Não largou (Did not start)                |   |                                      |
| Recorde nacional     | Recorde nacional (National record)           | Recorde europeu       | Recorde europeu (European)            | DNF                        | Não terminou (Did not finish)             |   |                                      |
| Recorde pessoal      | Recorde pessoal do atleta (Personal best)    | Recorde da Oceania    | Recorde da Oceania (Oceania)          | DSQ / DQ                   | Desclassificado (Disqualified)            |   |                                      |
| Recorde da temporada | Recorde da temporada do atleta (Season best) | Recorde sul-americano | Recorde sul-americano (South America) | NM                         | Sem marca (No mark)                       |   |                                      |